# إد كوري
إد كوري (بالإنجليزية: Ed Corey) هو لاعب كرة قاعدة أمريكي، ولد في 13 يوليو 1894 في شيكاغو في الولايات المتحدة، وتوفي في 17 سبتمبر 1970 في كينوشا في الولايات المتحدة.

## وصلات خارجية
- إد كوري على موقعبيزبول رفرنس.كوم (الدوري الرئيسي) (الإنجليزية)
- إد كوري على موقعبيزبول رفرنس.كوم (الدوري الثانوي) (الإنجليزية)